# جوزيف لوزي

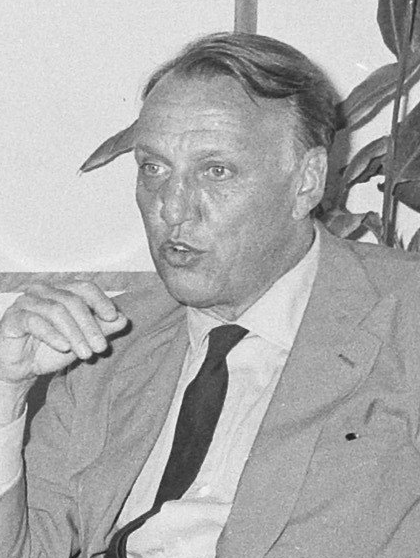
جوزيف لوزي

جوزيف والتون لوسي الثالث (بالإنجليزية : Joseph Losey ؛ 14 يناير 1909-22 يونيو 1984) كان مخرجًا مسرحيًا ومنتجًا وكاتبًا سينمائيًا أمريكيًا. أدرجته هوليوود في القائمة السوداء في الخمسينيات من القرن الماضي ، وانتقل إلى أوروبا حيث قدم بقية أفلامه ، ومعظمها في المملكة المتحدة حققت أفلامه ناجاحات نقدية وتجارية ويعد من المخرجين المؤثرين على السينما وترشح وفاز لجوائز كثيرة منها السعفة الذهبية .

## وصلات خارجية
جوزيف لوسي على قاعدة بيانات الأفلام على الإنترنت